# Ditrichum tenuifolium
Ditrichum tenuifolium là một loài rêu trong họ Ditrichaceae. Loài này được Lindb. mô tả khoa học đầu tiên năm 1879.